# 대한민국의 해양학
대한민국의 해양학은 해방 전인 1912년 수산해양학 및 물리해양학의 관측조사시작으로 연안 정점 해양관측이 시작된 것이 최초의 해양물리조사이며, 수산시험장(현재 해양수산부 국립수산과학원)에서 주관하였으며, 수산자원의 개발을 목적으로 한 것이었다. 그 후로 1926~1940년까지 정선해양물리관측이 계속되었다.
해방 후에는 국립수산과학원의 산하에 5개의 지원이 설치되었으며 전해역에서 매년 6회의 정선해양물리관측과 진해, 울산, 광양만 등에서 오염조사를 해왔다. 1950년에는 해군 수로관실(현재 해양수산부 국립해양조사원)이 발족되어 수로측량 및 조석조류관측을 수행하였고, 해도를 발간하여 항해의 안전을 도모하였다.
1962년에는 유네스코 산하의 정부간 해양과학위원회(IOC)의 한국기구로서 한국해양과학위원회(KOC)가 발족되고, 해양조사업무의 국내협력과 협의가 이루어진 바 있다.
1965~1969년까지 한국의 여러 해양조사수행기관은 유네스코 산하의 정부간 해양과학위원회가 계획했던 쿠로시오국제공동조사(CSK)에 참가한 바 있다. 1966년에는 한국해양학회가 발족하였고, 1968년에는 국내에서 처음으로 서울대학교 문리대학(현 자연과학대학)에 해양학과가 설립되어 정규적인 해양학자의 양성이 시작되었다.
1969년 지질광물연구소(현재 한국지질자원연구원)에는 해저물리탐사와 해양지질조사를 담당할 연구부가 설치되어 해양광물자원개발조사를 담당하게 되었다. 1973년에 한국과학기술연구소 부설로 설립된 해양개발연구소는 그 후 한국해양연구원(현재 한국해양과학기술원)으로 개명되고, 해양의 여러 분야별 국책연구사업과 위탁연구 및 용역사업을 수행하고 있다. 1980년에는 환경청(현 환경부)과 그 산하의 환경연구소가 발족하여 일부의 해양오염을 조사·연구하는 기능을 갖게 되었으나, 1996년 8월에 신설된 해양수산부로 해양오염의 조사·관리기능의 모든 업무가 이관되었다.
1990년대에 들어서서 여러 대학교의 해양학과가 협의체를 이루고 공동탐사선(탐양호)을 운영해왔으며, 한국해양연구원과 한국지질자원연구원은 각각 종합탐사선 온누리호와 탐해Ⅱ를 운영하는 바 이 선박은 한국 근해 뿐 아니라 태평양 등 세계의 대양을 누비며 활발한 탐사를 하였다.

### 대한민국의 해양학과
처음으로 정규 해양학의 학부와 대학원교육을 1968년부터 시작한 서울대학교 해양학과를 선두로 인하대학교, 충남대학교, 제주대학교의 3개 해양학과는 1979년에 신설되었으며, 부경대학교 해양학과는 1980년에 신설되었다. 1983년 전남대학교 해양학과가 신설되었고, 1984년 한양대학교에 지구·해양학과가 신설되었다. 1989년 군산대학교와 여수수산대학교(현 전남대학교 여수캠퍼스), 1994년 목포대학교에 각각 해양학과가 신설되었다. 또한, 1984년에 해군사관학교에 해양학과가 신설되었다. 1986에 부산대학교에 해양학과가 신설되었다. 2012년, 경북대학교에 해양학과가 신설되었다.

## 참조
- 바다의 과학:해양학원론(박용안 저, 서울대학교출판부)